# Parallelia albilinea
Parallelia albilinea là một loài bướm đêm trong họ Erebidae.